# Lebuser Vorstadt
Lebuser Vorstadt – dzielnica w północno-wschodniej części Frankfurtu nad Odrą, oddalona około 85 km od Berlina. Jej powierzchnia wynosi 320 ha, zaś liczba mieszkańców – 3427.
W skład dzielnicy wchodzą osiedla:
- Seelower Kehre,
- Schlachthof/ Klärwerk,
- Klingestraße
- i Bergstraße.

## Demografia
Źródło: 

## Galeria

Mapa dzielnicy
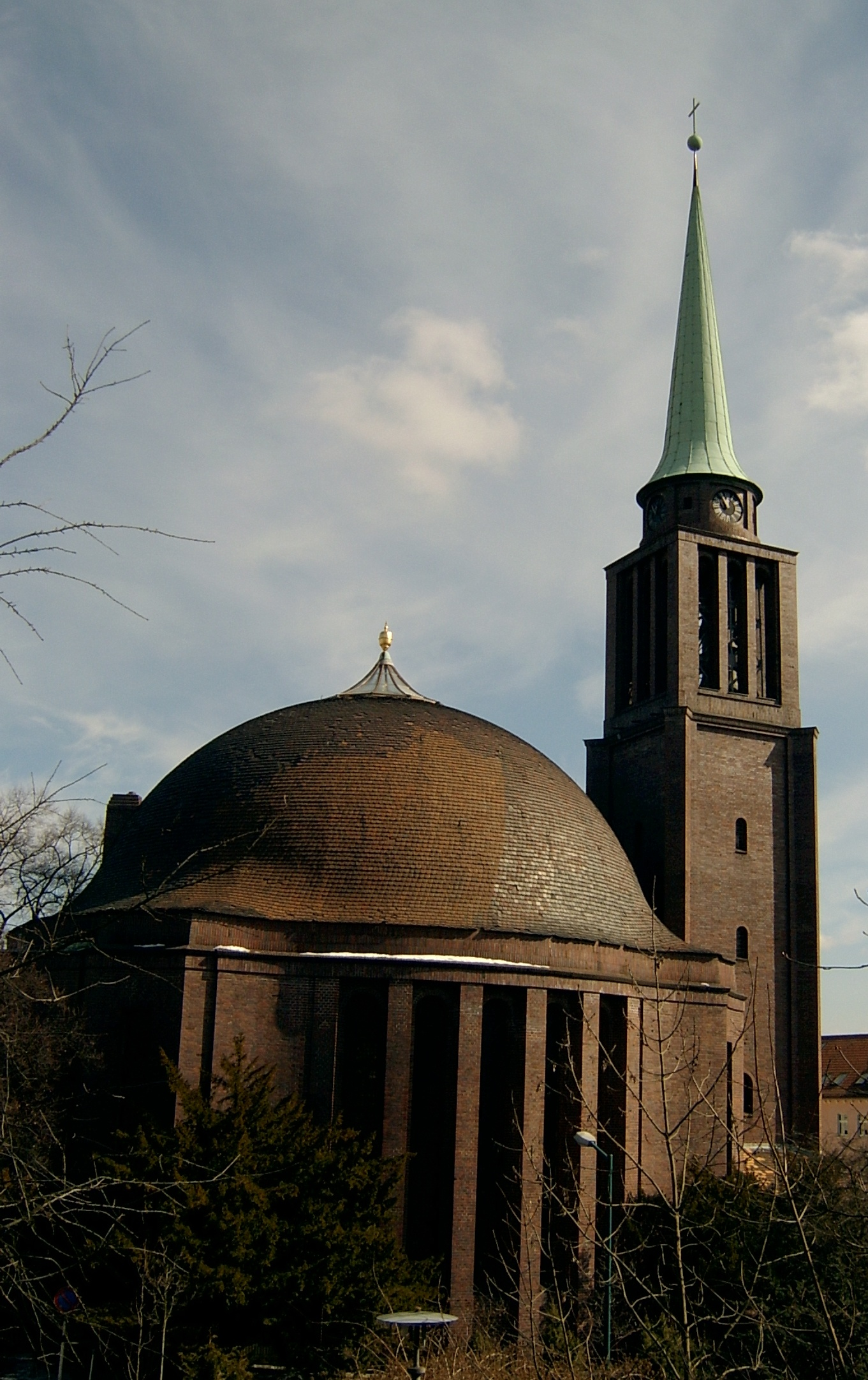
Kościół św. Jerzego
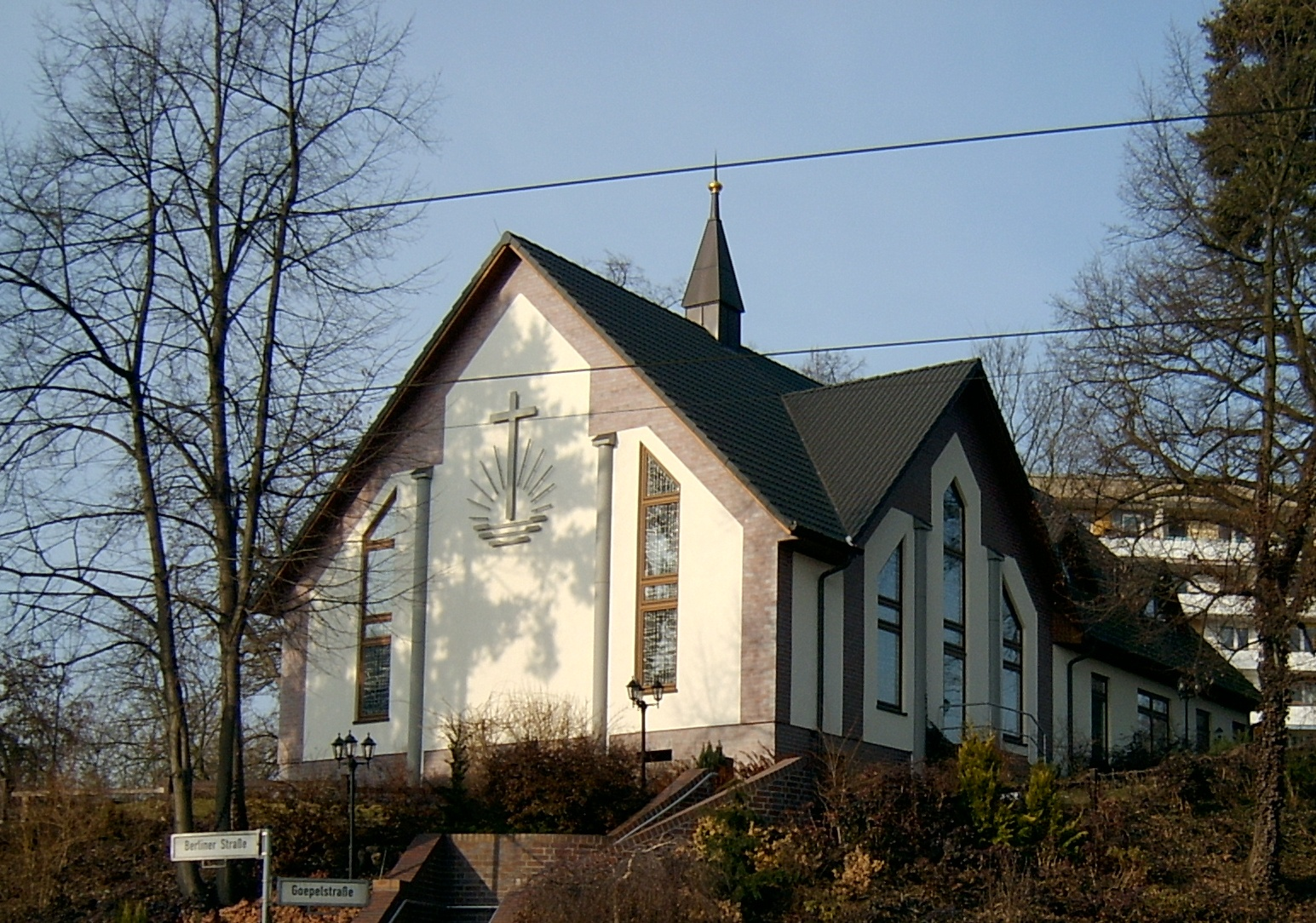
Kościół Nowoapostolski
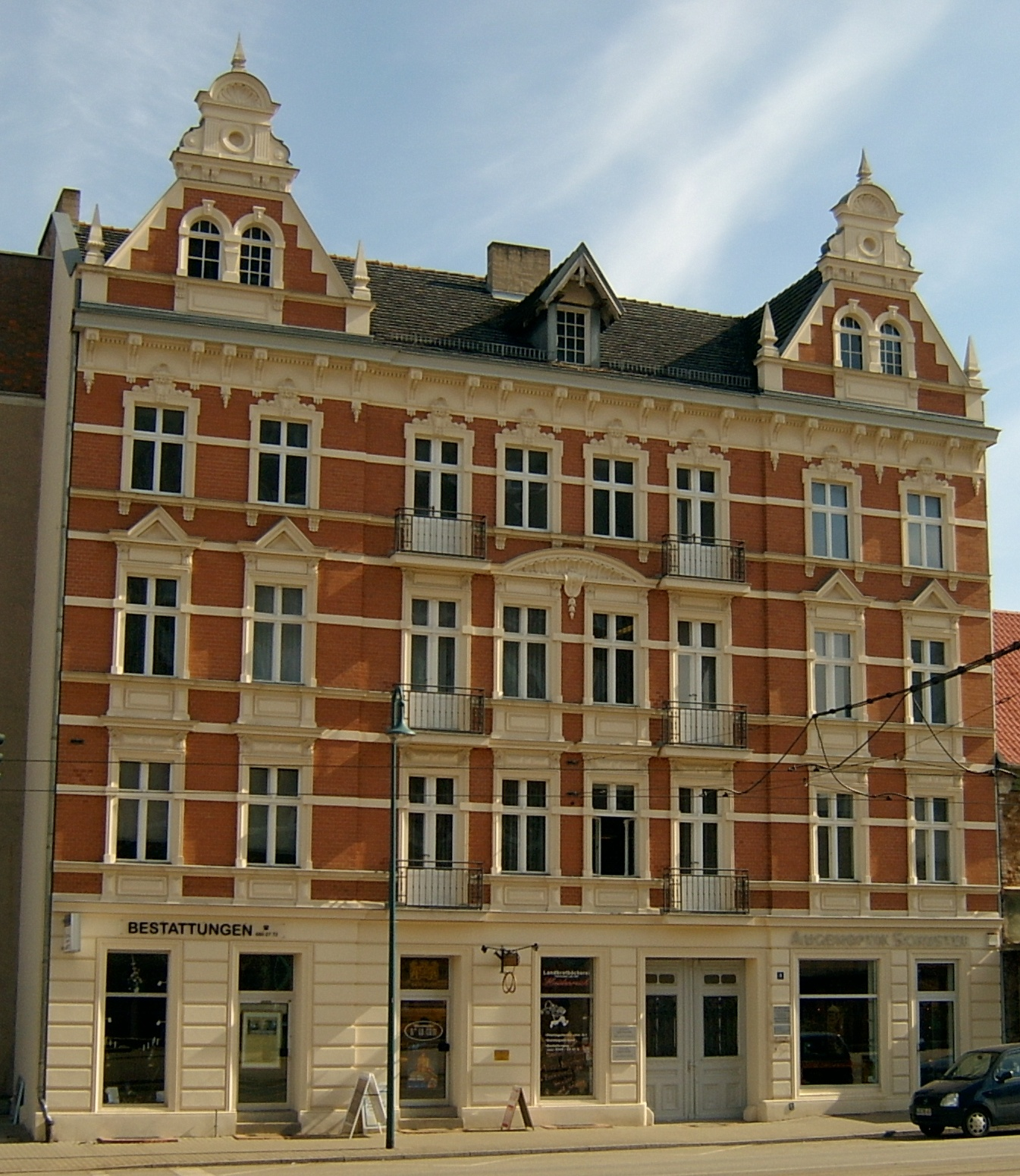
Berliner Straße
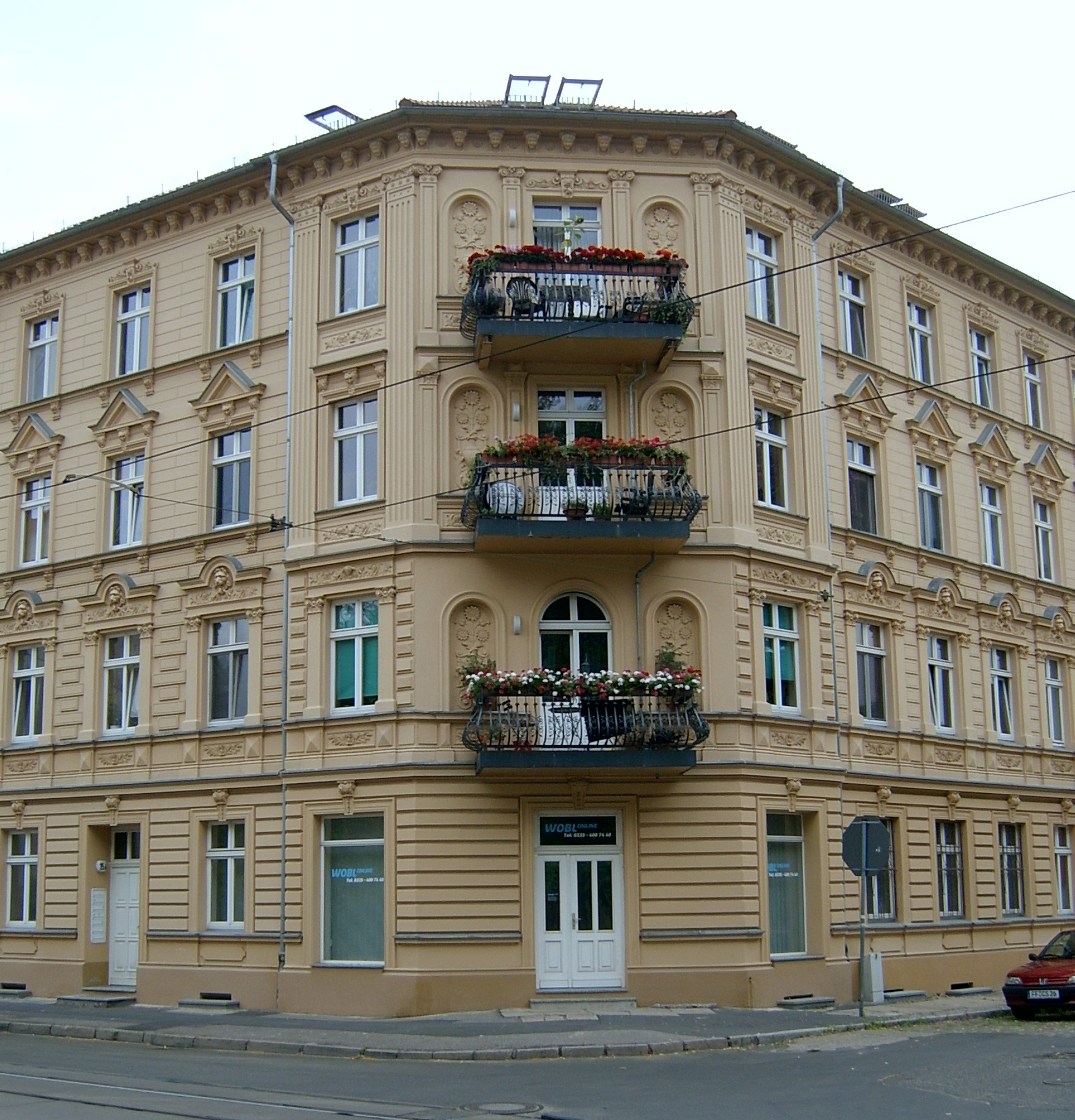
Herbert-Jensch-Straße